# Kenny McCormick
Kenneth „Kenny” McCormick a South Park című amerikai animációs sorozat egyik kitalált szereplője. Negyedikes osztálytársaival és barátaival, Stan Marshsal, Kyle Broflovskival, valamint Eric Cartmannel együtt a sorozat központi alakja. Csuklyája miatt gyakran érthetetlen beszédét eredetileg a sorozat egyik készítője, Matt Stone, míg a magyar változatban Markovics Tamás kölcsönzi. Kenny a televízióban elsőként 1997. augusztus 13-án, a South Park első sugárzásakor szerepelt, de korábban már feltűnt Trey Parker és Matt Stone The Spirit of Christmas című kétrészes rövidfilmjében is (1992-ben és 1995-ben). Az 1999-es South Park – Nagyobb, hosszabb és vágatlan című mozifilmben, továbbá a sorozathoz kötődő, kereskedelmi forgalomban árult termékeken is látható.
A szereplő – a sorozat többi alakjával együtt – a South Park nevű coloradói kisvárosban él. A rossz anyagi helyzetű családból származó Kenny legemlékezetesebb jellemvonása (főként az első öt évad során), hogy visszatérő gegként majdnem minden epizódban meghal, majd a következő részben bármiféle magyarázat nélkül visszatér.
A többi szereplő „Istenem, kicsinálták Kennyt!... Szemetek!” felkiáltása és Kenny folyamatosan ismétlődő elhalálozása a sorozat és egyben a modern televíziózás egyik legismertebb jelképévé vált, melynek filozófiai és társadalmi hátteréről számos elmélet és magyarázat látott napvilágot. A 2002-ben futó hatodik évad eleje óta Kennynek ez a bizarr tulajdonsága egyre inkább a háttérbe szorult és az újabb részekben a szereplő már csak elvétve hal meg. A 14. évad egyik epizódjában fény derül Kenny ezen különös tulajdonságának pontos mibenlétére.

## Szerepe a sorozatban
Kenny a South Park-i általános iskolába jár, Mr. Garrison negyedikes osztályának tagja. A sorozat első 58 epizódjában (1997-től a 2000-es A negyedik osztályban című résszel bezárólag) Kenny a társaival együtt harmadikos volt. A szereplő szegény anyagi háttérrel rendelkezik, erőszakos, alkoholista és munkanélküli szüleivel, Stuart és Carol McCormickkal él egy háztartásban. Kennynek van egy Kevin nevű bátyja és egy kishúga, aki először a 2005-ös Legek harca című epizódban tűnik fel, majd a 15. évad A csóró gyerek című részében kap fontosabb szerepet. Kenny szoros barátságot ápol Kyle Broflovskival és Stan Marshsal, míg Eric Cartmannel – állítása szerint – kizárólag szánalomból barátkozik. Szegénysége miatt Kennyt sok gúnyolódás éri, különösen Cartmantől. Amikor a szexualitással kapcsolatos témák merülnek fel, Kenny a legtájékozottabb és a többiek rendszeresen fordulnak hozzá segítségért, ha valamilyen kifejezést nem értenek. Gyakran káromkodik és perverz gondolatai is vannak, ezekből azonban nem sokat lehet érteni a csuklyája miatt.
Kenny egyik alteregója Mysterion, a szuperhős. Ebben az alakjában lehet érteni a beszédét (amíg az identitását le nem leplezték, magyar hangja Előd Botond volt).

## Elhalálozásai
A hatodik évadig Kenny szinte az összes részben meghal, néhány ritka kivételtől eltekintve. A halálesetek többsége hátborzongató, ugyanakkor komikusan groteszk, a tragédia után rendszeresen elhangzik Kyle és Stan felkiáltása (illetve annak valamilyen módosított változata):„Istenem, kicsinálták Kennyt!... Szemetek!”, angolul „Oh my God, they killed Kenny! ...You bastards!”. Röviddel ezután patkányok jelennek meg, melyek elvonszolják Kenny tetemét. A következő részben Kenny sértetlenül visszatér, többnyire bármiféle magyarázat nélkül. A sorozat valóságán belül a szereplők zöme nincs tudatában vagy egyenesen közömbös a bizarr jelenség iránt.
Az ötödik évad elkészítésének vége felé (2001-ben) Parker és Stone azt fontolgatta, hogy készít egy epizódot, melyben az egyik főszereplő, Kyle Broflovski alakját eltávolítják a sorozatból. A szándékuk ezzel az volt, hogy meglepjék a rajongókat, illetve a nézők és az alkotók körében is egyre népszerűbb Butters Stotch lehetőséget kapjon a gyakoribb szerepeltetésre. Parkerék eredetileg azért Kyle-ra gondoltak, mert a személyiségét tekintve túlzottan hasonlónak tartották Stanhez, de végül Kennyre esett a választásuk. A Kenny meghal című részben Kenny izomsorvadásban veszti életét, Parker és Stone pedig kijelentette, hogy a szereplő nem fog visszatérni a későbbi epizódokban. Azt állították, fárasztóvá vált fenntartani azt a szokásukat, hogy Kennyt minden részben megölik. Stone kijelentette, hogy humoros ötleteket kitalálni Kenny megölésére eredetileg szórakoztató volt, de a sorozat előrehaladtával ez egyre hétköznapibbá vált. Amikor a készítők megállapították, hogy túl bonyolult lenne továbbfejleszteni a „színpadi kellékké” vált szereplőt, amellett döntöttek, hogy Kennyt örökre eltávolítják a sorozatból.

„Volt egy epizód, melyben – első alkalommal – az összes szereplő törődött Kenny halálával. Ezután azt mondtuk: „Miért ne maradhatna halott?”. Úgy határoztunk: „Rendben, akkor legyen így”. Nem volt nehéz döntés, szerintem sokan észre sem vették Kenny hiányát. Egyáltalán nem érdekelt a dolog. Annyira elegem van ebből a szereplőből.”

– Matt Stone, 2002

A hatodik évad epizódjainak zömében Kenny nem tűnik fel, noha Parker és Stone is eljátszadozott az ötlettel, hogy mégis visszahozzák őt a sorozatba. Stone szerint a rajongóknak csak egy kis hányada volt igazán dühös Kenny „megölése” miatt, közülük páran bojkottal fenyegették a Comedy Centralt, a South Parkot sugárzó TV-csatornát. A hatodik évadban Stan, Kyle és Cartman egy ideig Buttersszel, majd Tweek-kel tölti ki Kenny hiányát, ennek köszönhetően mindkét szereplőre nagyobb figyelem kezdett összpontosulni a sorozatban. Az évad befejező részében, a Karácsony Irakban című részben Kenny megmagyarázatlan körülmények között visszatér és azóta ismét a sorozat egyik főszereplője lett. Visszatérése után már csak nagyon kevés alkalommal hal meg, többek közt "A lista" és a "A csóró gyerek" c. részben, valamint a Mysterion visszatérben, illetve háromszor lett öngyilkos a Mosómedve kontra társaiban.
A 14. évad Mosómedve kontra társai című epizódjából kiderül, hogy Kennynek van egy természetfeletti képessége, ami miatt nem képes véglegesen meghalni. Amikor Kenny meghal, akkor az anyja azonnal szül egy új Kennyt, mert férjével együtt abba a szektába járt, melyben Cthulhu eljövetelét várták. Kenny ezután reggelre felnő, de csak ő emlékszik a saját halálára. Ezzel adtak magyarázatot a készítők arra is, hogy miként volt lehetséges Kenny állandó halála, majd minden magyarázat nélküli visszatérése. Kenny összesen 127-szor halt meg (a 24. évaddal bezárólag, ebből 103-szor a sorozatban). A "Post Covid" című részben (amelyben szintén meghal, koronavírus-fertőzéssel összefüggésben) úgy ábrázolják, mint zseniális tudóst, aki képes volt egy időgépet készíteni. "South Park: A kövérség véget ér" című filmben Kennyt, Tony, a Tigris öli meg, ami az első filmes halála a "Járványügyi különkiadás" óta.

## A szereplő tulajdonságai

### Megjelenése

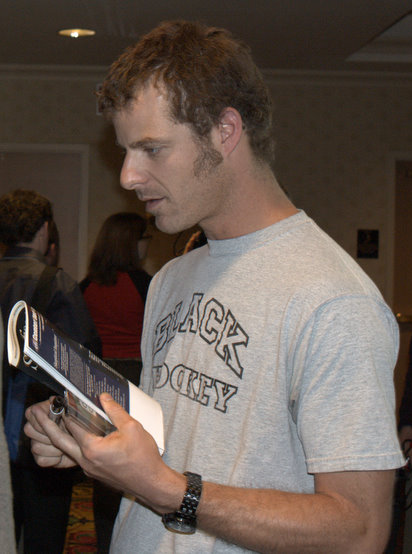
Matt Stone, a South Park egyik megalkotója, Kenny eredeti hangja

Kenny alakját némileg Trey Parker és Matt Stone egyik gyerekkori iskolatársa inspirálta, akit hasonlóan hívtak; a valódi Kenny a környék legszegényebb gyereke volt és narancssárga csuklyás kabátot hordott, amely nehezen érthetővé tette a beszédét. A szereplő megalkotása közben a South Park készítői felfigyeltek arra, hogy a kisvárosokban lakó középosztálybeli gyerekek baráti társaságában szinte mindig található egy „szegény fiú” és úgy döntöttek, Kennyt is ilyen fényben tüntetik fel a sorozatban. A kitalált Kenny gyakori haláleseteit is a szereplő valós alteregója ihlette; a valódi Kenny gyakran lógott az iskolából és hiányzását látva a buszmegállóban Parker és Stone a többi gyerekkel együtt mindig azzal viccelődött, hogy az biztosan meghalt, majd miután Kenny pár nap múlva visszatért, úgy tettek, mintha mi sem történt volna.
A szereplő név nélküli elődje már az 1992-es Jesus vs. Frosty című rövidfilmben is megjelent, melyet Trey Parker és Matt Stone főiskolásként készített. Kenny alakját itt még papírkivágásokból alkották meg és stop motion technikával keltették életre. Amikor Parkert és Stone-t három évvel később Brian Graden megbízta egy újabb animáció elkészítésével, megszületett egy, a korábbihoz hasonló alkotás, Jesus vs. Santa címmel. melyben Kenny megkapta későbbi keresztnevét és későbbi sorozatbeli külső megjelenését. Ezután Kenny 1997. augusztus 13-án került képernyőre, amikor a Comedy Central először sugározta a South Park első epizódját, Cartman anális beültetése címmel.

Kenny csuklya nélkül a South Park – Nagyobb, hosszabb és vágatlan című filmben

A sorozat szokásaihoz híven a készítők Kennyt is egyszerű geometriai alakzatokból, alapszínek felhasználásával jelenítik meg. A kézzel rajzolt karakterekkel ellentétben nincs szabad mozgástere, főként csak egy szögből látható és a mozgását az alkotók szándékoltan egyenetlenné tették. A második epizód óta (Testsúly 4000) Kennyt a többi szereplőhöz hasonlóan már számítógépes programok segítségével mozgatják, de megjelenése továbbra is olyan benyomást kelt, mint az eredeti technikával készült animációk.
Kenny a leggyakrabban narancssárga kapucnis felsőt visel, mely szinte teljesen elfedi az arcát, csak a szemei láthatók. Visszatérő geg, hogy amikor fél valamitől, még feszesebbre húzza a kapucni zsinórjait. A The Guardian napilap rovatszerkesztője, Stuart Jeffries Kenny azon tulajdonságát, hogy ennyire szorosan hordja a kapucnit a Peanuts című rajzfilmsorozat Linus Van Pelt nevű szereplőjéhez hasonlította, aki mindig egy szerencsét hozó takarót hord magával. Jeffries szerint Kenny „gyakran fagyos tájon barangol, miközben a számára a világ egyedüli érzelmi melegségét nyújtó kapucnit magán viseli”. A kapucni miatt Kenny beszéde szinte teljesen érthetetlen a felnőttek számára, de társai mindig megértik a mondanivalóját, és „lefordítják” a szavait. Eredeti hangját Matt Stone kölcsönzi azáltal, hogy a tenyerébe mondja Kenny sorait, majd a felvételt a Pro Tools programmal szerkesztik.
Az 1999-es South Park – Nagyobb, hosszabb és vágatlan című mozifilm végén szerepel Kenny először csuklya nélkül és ekkor derül ki, hogy kócos, szőke haja van. A jelenetben a beszédje is érthetővé válik, hangját az angol nyelvű változatban Mike Judge kölcsönzi. A film bemutatása óta néhány alkalommal Kenny a sorozatban is leveszi a kapucnit, beszédje ekkor is tisztán követhető.

### Személyisége és jellemvonásai
Noha a legtöbb South Park-i gyerek rendszeresen káromkodik, Kenny a trágár megjegyzéseivel (Cartmannel együtt) gyakran még rajtuk is túltesz. Trey Parker és Matt Stone elárulta, hogy a sorozatban szereplő gyerekeket úgy akarták ábrázolni, ahogy szerintük azok a valóságban társalognak egymással, amikor épp nincs a közelükben felnőtt. Noha előfordul, hogy cinikus és sokat káromkodik, Parker megjegyezte, hogy Kennyben „rejlik valamiféle kedvesség”, a Time magazin szerint pedig Kenny és barátai „néha kegyetlenek, de ezzel együtt legbelül ártatlanok is”. Ezen kívül a sorozatban többször feláldozza a saját életét mások megmentéséért, vagy valami közös cél érdekében. Ide tartozik még az a jellemvonása is, hogy annak ellenére, hogy gyakran úgy tűnik, szerelmi kapcsolatokat inkább csak perverz vágyai kielégítésére alakít ki, Az őserdőben című epizódban mikor a Costa Rica-i esőerdőben tett kirándulásuk alatt lázadó gerillák és kormány csapatok kereszt tüzébe keverednek, első barátnőjét, Kellyt a saját testével próbálta védeni.
Ha bár Kenny kissé csendes, szótlan típus, a Misteryon visszatér és a Mosómedve vs. társai epizódokban kiderül, hogy kiváló vezetői képességei vannak. Kennyt gyakran züllöttnek ábrázolják, aki szeret a középpontban lenni és társai lenyűgözése érdekében gusztustalan dolgokat mondani vagy tenni (különösen a Dagitábor című részben); kedveli az altesti humort, kedvenc televíziós műsora a Terrance és Phillip.

## Kulturális hatása
Kenny folyamatos elhalálozása – mely a korai évadok során a sorozat talán legismertebb eleme volt – a populáris kultúrában is gyakran megjelenik. Az „Istenem, kicsinálták Kennyt!” felkiáltás népszerű szlogenné vált, Kenny arcképével együtt feltűnik egyes South Park-os ajándéktárgyakon, többek között pólókon, matricákon és naptárakban látható. Ezen kívül a rapper Master P Kenny's Dead című számát is megihlette, mely szerepelt a Chef Aid: The South Park Album felvételei között.
A visszatérő geg a kilencedik évad Legek harca című epizódjában is megfigyelhető, melyben Kenny egy balesetet követően vegetatív állapotba kerül. A kérdés, mely szerint mesterségesen életben tartsák-e Kennyt vagy inkább hagyják meghalni, erősen megosztja az amerikai társadalmat és az ügy hatalmas médiavisszhangot vált ki. Az epizód nagy figyelmet kapott, mivel a hasonló jellegű Terri Schiavo-üggyel foglalkozott (az évekig kómás állapotban lévő, mesterségesen táplált Schiavo egy nappal a Legek harca bemutatása után hunyt el), mely az eredeti bemutató idején szintén komoly erkölcsi- és jogi vitákat váltott ki az Amerikai Egyesült Államokban. Az epizód végül Emmy-díjat nyert, a sorozat történetében először.
Dr. Randall Auxier, a Southern Illinois University filozófia professzora egyik esszéjében („Killing Kenny: Our Daily Dose of Death”) kifejti, hogy Kenny folytonos elhalálozásai eszközül szolgálnak ahhoz, hogy a nézők jobban elfogadhassák saját elkerülhetetlen végzetüket (az esszé a South Park and Philosophy: Bigger, Longer, and More Penetrating című könyvben olvasható). Az említett könyv egy másik tanulmányában Karin Fry, az University of Wisconsin-Stevens Point professzora Kenny sorozatban betöltött szerepét és az egzisztencializmus különböző eszméit állítja párhuzamba.
Amikor Sophie Rutschmann a Strasbourgi Egyetemen felfedezett egy mutáns gént, mely két napon belül végez egy bizonyos baktériummal megfertőződött ecetmuslicával, a gént a szereplő tiszteletére „Kenny”-nek nevezte el.

## Egyéb szereplései
Kenny fontos szerepet tölt be a sorozat alapján készült egész estés mozifilmben, az 1999-es South Park – Nagyobb, hosszabb és vágatlanban, illetve énekhangja – néhány dal erejéig – a filmzenei albumon is hallható. A szereplő egy, a Monty Python társulat Halott papagáj-jelenetét felidéző rövidfilmben is feltűnik, melyben Eric Cartman „halott barátként” visszaviszi Kenny holttestét egy üzletbe, melynek Kyle Broflovski a tulajdonosa. A rövidfilmet 1999-ben, a Monty Python Repülő Cirkusza című sorozat harmincadik évfordulója alkalmából sugározták, a BBC egyik különkiadásának keretén belül. Kenny látható a The Aristocrats című filmben, illetve a 2000-es MTV Movie Awards során bemutatott The Gauntlet című rövidfilmben (mely a Gladiátor és a Battlefield Earth című filmek paródiája).
A filmes szereplésein túl Kenny négy South Parkos témájú videójátékban tűnik fel; az 1998-as South Park című játékban a játékos First-person shooter módban irányíthatja Kennyt és szállhat szembe a várost terrorizáló ellenségekkel. Az 1999-es South Park: Chef's Luv Shack-ban a játékos Kenny bőrébe bújhat és részt vehet számos játéktermi játékot felidéző minijátékban. A 2000-es South Park Rally című versenyzős játékban Kennyvel különféle járművekkel lehet versenybe szállni a többi szereplővel. A 2009-es South Park Let's Go Tower Defense Play! című stratégiai játékban Kenny szintén választható karakter. A South Park: The Stick Of Truth számítógépes játék egyik kulcsfigurája.

## Fordítás
- Ez a szócikk részben vagy egészben  a   Kenny McCormick című angol Wikipédia-szócikk ezen változatának fordításán alapul.  Az eredeti cikk szerkesztőit annak laptörténete sorolja fel. Ez a jelzés csupán a megfogalmazás eredetét és a szerzői jogokat jelzi, nem szolgál a cikkben szereplő információk forrásmegjelöléseként.